# ZARD
ZARD(한국어: 자드, 일본어: ザード 자도[*])는 보컬리스트, 싱어송라이터 사카이 이즈미로 구성되어 있는 일본의 밴드이다. 1991년 ~ 1993년 사이 다른 멤버의 탈퇴 이후 2007년까지의 멤버는 사카이 이즈미뿐이었기 때문에 'ZARD'란 이름은 그녀를 가리키기도 한다. 소속 음반사는 B-Gram RECORDS로, 1991년 2월 10일에 데뷔하였다.
대표적인 곡은 〈지지말아요〉(負けないで 마케나이데[*]), 〈흔들리는 마음〉(揺れる想い 유레루오모이[*]), 〈마이 프렌드〉(マイ フレンド 마이 프렌드[*]) 등이 있다.

## 소개

### 가수생활
록 음악을 하고 싶었던 사카이 이즈미는 Being의 오디션에 참가하였고 ZARD는 1991년에 첫 번째 싱글 《Good-bye My Loneliness》로 데뷔하였다. 2006년 데뷔 15주년을 기념하여 10월 25일 특별 앨범을 발매하였다.사카이 이즈미는 2007년 5월 27일 죽을 때까지 B-Gram Records, Inc.(지금의 Being Inc.)을 소속사로 활동하였다.
ZARD는 1991년 2월 10일 다나카 미사코가 출연한 후지 TV 드라마 "결혼의 이상과 현실"의 주제곡이었던 데뷔 싱글 "Good-bye My Loneliness"를 발표하며 주목을 받았다. 이 곡은 오리콘 차트 9위를 기록하며 큰 인기를 얻었다.
ZARD의 다음 두 싱글은 판매 부진을 면치 못했다. 네 번째 싱글 "Nemurenai Yoru wo Daite" (眠れない夜を抱いて) 는 약간 다른 접근 방식을 취했다. 록 스타일이었던 음악들이 대중적인 스타일로 변모했고 록 스타일의 뮤직 비디오는 비교적 밝은 이미지로 바뀌었습니다. 실제로 ZARD의 공식 TV 출연 중 절반은 眠れない夜を抱いて를 부르기 위해 이루어졌다. 당시 뮤직 스테이션 진행자 타모리는 사카이 이즈미에게 ZARD가 무대에 오르는 데 왜 그렇게 오랜 시간이 걸렸는지 물었다. 사카이 이즈미는 ZARD가 경제적으로 자립 가능한 프로젝트가 되도록 하고 싶었기 때문에 성급하게 성장하고 싶지 않았다고 답했다.
ZARD의 가장 큰 도약은 1993년 여섯 번째 싱글 "負けないで"로 오리콘 차트 1위를 차지하며 180만장 이상의 판매를 기록했다. 같은 해 "揺れる思い"와 "きっと忘れない" 두 곡을 더 발표하여 1위를 차지했다. 앨범 "揺れる思い"는 200만장 이상 판매되어 ZARD는 계속해서 밀리언 셀러 판매 기록을 세웠다. 실제로 소속사 Being은 ZARD로 1990년대 초 엄청난 성공을 거두어 "Being Boom"이라는 별명으로 불렸다. 이 해에 ZARD보다 많은 CD를 판매한 그룹은 없었다.

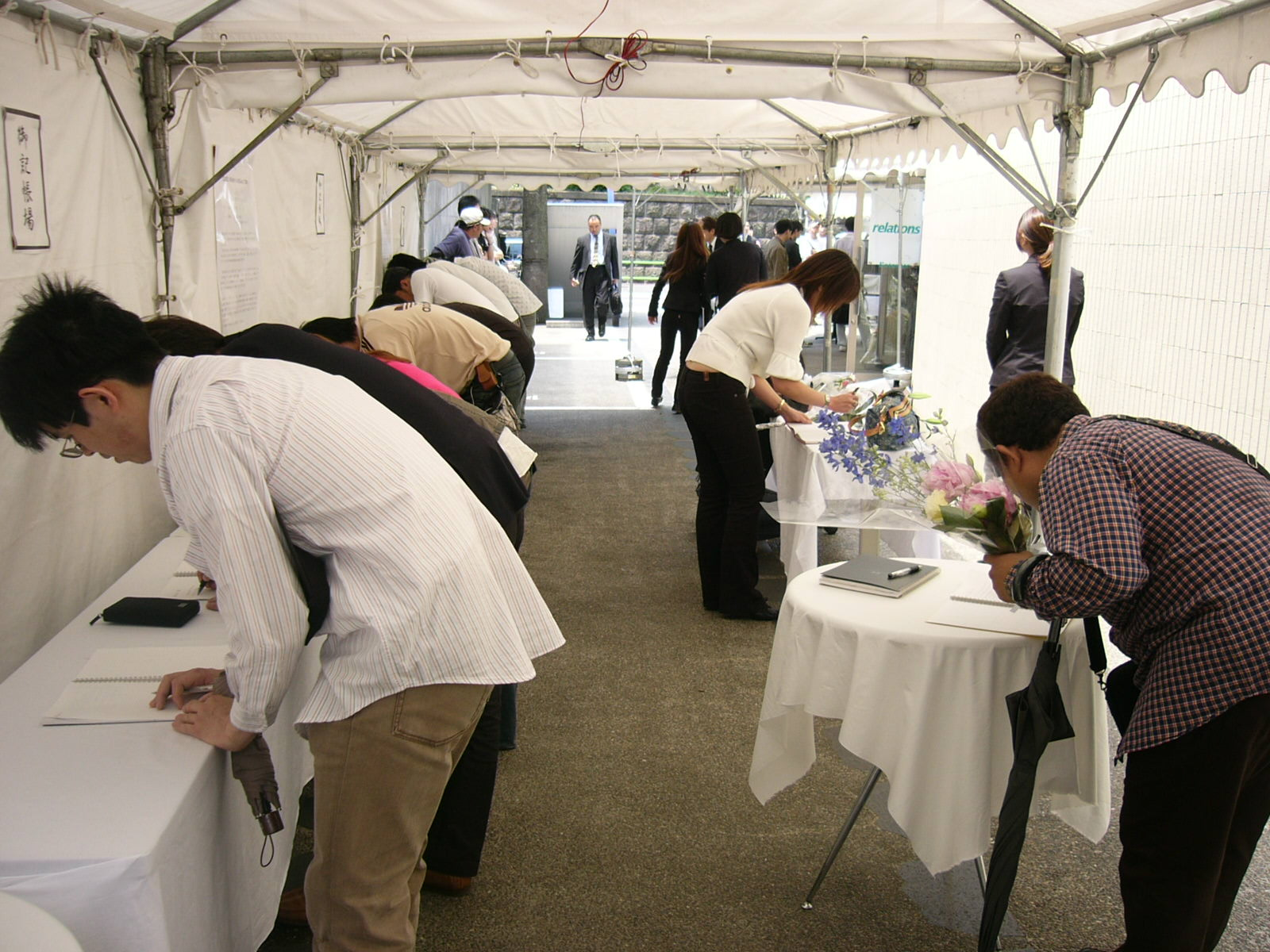
팬들이 소속사에 마련된 방명록에 사카이 이즈미에게 보내는 메시지를 쓰고 있다, 2007년 5월 31일

ZARD는 1990년대 일본에서 가장 성공한 여성 밴드이다. 11개 싱글앨범이 오리콘 싱글 차트 1위를 했으며 아홉 작품의 앨범 오리콘 앨범차트에서 1위를 했다. 43개 싱글 앨범과 17개 앨범을 냈다. 생전 활동기간 중 ZARD의 싱글은 1751만 장, 앨범은 1870만장이 팔려 합쳐서 총 3641만장이 판매되었다. 이는 일본 가수중 역대 8위(여성 가수로는 4위)에 해당하는 숫자다.
사카이 이즈미는 ZARD의 원동력(그녀만의 대명사가 되었을 정도)일 뿐만 아니라 매우 많은 곡을 작사한 작사가이다. 그녀는 17년의 활동 기간 동안 152곡을 썼다. 미공개곡을 합하면 155곡이다. 또한 여러 권의 시집도 냈다. 아사히 신문 사설에서는 ZARD의 성공 비결은 90년대부터 일본에서는 TV에서 음악 프로그램의 수가 줄고 있었던 반면, 사카이는 편의점 등에서 라디오 심야 광고를 이용해 자신의 목소리를 내어 작품을 알렸다는 것이라고 주장했다.
사카이 이즈미는 신비로운 인물로 유명했다. 왜냐면 그녀의 음반사 Being은 소속 아티스트의 개인 정보를 거의 공개하지 않았기 때문이기도 하지만, 그녀가 실제로 개인적인 모습을 자주 드러내지 않았기 때문이기도 하다. 그녀는 1993년 이후 일본 음반 산업의 주요 홍보 수단이었던 생방송 음악 프로그램들(아사히 TV  뮤직 스테이션 등)에 거의 출연하지 않았고, 공식 석상에 모습을 드러내지도 않았다. 
ZARD는 그룹으로 시작했지만, 사카이가 그룹 내에서 주도적인 역할을 했기 때문에 일본에서는 종종 "ZARD"라는 이름이 그녀 혼자, 솔로 여성 가수로서 그녀를 지칭하는 데 사용된다.  그녀는 하마사키 아유미가 "No Way to Say"를 발매할 때까지 일본에서 가장 많은 싱글 판매 기록을 보유하고 있었다 . 요미우리 신문에 의하면 2007년 8월 기록으로 ZARD는 일본에서 총 싱글 앨범 판매 역대 8위다.  그녀는 오리콘 싱글 차트에서 1위를 차지한 싱글 12개와 오리콘 앨범 차트에서 1위를 차지한 앨범 9개를 보유하고 있다. 그녀의 싱글 중 43개의 작품이 오리콘 랭킹에서 톱 10에 올랐다.  ZARD는 총 45개의 싱글과 17개의 앨범을 발매했다.
그녀의 첫 콘서트는 1999년에 있었는데 단지 600명(300석씩 2회공연) 팬클럽 회원을 대상으로 선상에서 한 것이다. 이때 200만 건의 입장권 판매 요구가 있었는데도 말이다. 그녀의 실질적인 라이브 투어은 무려 데뷔 13년 후인 2004년 "What a beautiful moment" 이란 이름으로 열렸다. 이것이 처음이자 마지막 라이브 투어다. 당시 모든 공연이 매진되어 약 5만여 명이 관람하였다. 이 공연은 2004년 3월에서 7월까지 4개월간 11회였으며 마지막 공연은 일본 무도관에서 열렸다. 이는 DVD로 발매되기도 했다. 그 내역은 아래의 표와 같다.
| 공연일          | 장소                 |
| 2004년 3월 2일  | 오사카 페스티벌홀    |
| 2004년 3월 8일  | 도쿄 국제 포럼       |
| 2004년 3월 9일  | 도쿄 국제 포럼       |
| 2004년 4월 5일  | 고베국제회관         |
| 2004년 4월 8일  | 퍼시피코 요코하마    |
| 2004년 4월 30일 | 오사카 페스티벌홀    |
| 2004년 5월 8일  | 아오모리시 문화 회관 |
| 2004년 5월 10일 | 센다이 썬플라자      |
| 2004년 6월 2일  | Nagoya Century Hall  |
| 2004년 6월 11일 | 후쿠오카 선팰리스    |
| 2004년 7월 23일 | 일본 무도관          |

'ZARD Le Portfolio 1991-2006'이란 이름으로 1시간 14분 분량인 그녀의 음악을 배경으로 한 영상집이 나왔다.

### 사카이 이즈미의 죽음
사카이 이즈미는 2007년 5월 27일, 40세의 나이로 게이오 대학 병원에서 숨을 거뒀다. 그녀는 2006년 6월 자궁경부암을 발견하고 수술을 받았지만 2007년 4월 암이 폐로 전이되어 다시 병원에 입원했다. 병원에 따르면 그녀는 매일 아침 산책을 했다고 한다. 5월 26일 산책을 할때 계단에서 떨어져 오전 5시 40분경 발견되어 중환자실로 이송되었다. 의식을 되찾지 못한 그녀는 다음 날 오후 3시 10분에 숨을 거두었다. 소속사는 다음과 같이 말했습니다.
사카이 이즈미가 그녀의 히트곡들과 함께 팬들의 기억 속에 남길 바랍니다. 
소속사는 사카이 이즈미가 2007년 가을에 새 앨범을 발매할 예정이었고 2004년 라이브 이후 3년만인 2007년에 다시 라이브 투어를 열어 팬들에게 사카이 이즈미가 질병과 힘겹게 싸우고 있다는 것을 보여줄 계획이었다고 말했다. 
6월 27일 도쿄 아오야마의 장례식장에서 팬들을 위한 추모식이 거행되었다. 전날에는 유족들을 위한 추모식이 거행되어 오구로 마키, 오다 테츠로, B'z 의 마츠모토 타카히로, 쿠라키 마이 등 사카이 이즈미와 인연이 있는 아티스트들이 대거 참석했다. 동시에 마츠모토 타카히로, 이나바 코시,쿠라키 마이, 나가시마 시게오 등이 추모를 발표했다. 
8월 15일에는 두 장의 컴필레이션 앨범이 발매될 예정이었다. 하나는 사카이가 개인적으로 좋아하는 곡들을, 다른 하나는 그녀의 스태프들이 직접 선정한 곡들을 담은 것이었다. 팬들이 직접 선정한 컴필레이션 앨범도 가을에 발매될 예정이었다. 9월 7일 오사카 페스티벌 홀과 9월 14일 도쿄 닛폰 부도칸에서 헌정 콘서트가 두 차례 열렸다. 이 두 곳은 ZARD가 2004년에 진행했던 라이브 투어인 "What a beautiful moment Tour"의 첫 공연 과 마지막 공연 장소였기 때문이다 . 새로운 투어의 이름은 "What a Beautiful Memory"이다.
2007년 9월 수만명의 관객이 무도관 추모 콘서트에 참여했다. 9개의 스크린이 설치되어 이전에는 볼 수 없었던 사카이 이즈미의 영상을 보여주었고, 그녀가 사망한 후 처음으로 발매된 싱글인 Glorious mind가 재생되었다. 이것은 사카이가 입원하기 전에 녹음한 곡으로 애니메이션 명탐정 코난의 오프닝이기도 하다. 
2007년 6월 1일 테레비 아사히의 '뮤직 스테이션'프로그램에서는 미공개 영상과 생전의 5회 출연 영상을 모아 약 3분간 추모 코너를 방영했다.
사카이 이즈미의 법명은 여창원징향행휘대자(麗唱院澄響幸輝大姉) 이다. 
2007년 6월 18일 NHK는 '클로즈업 겐다이(現代)'란 프로그램에서 ZARD에 대해 방송했다. “희망의 노래를 부르고 싶다”며 스스로 가사를 계속 써 온 사카이 이즈미씨. 일본이 희망을 잃고 있던 90년대에, 그 노래는 한신-아와지 대지진의 이재민이나 정리해고를 만난 샐러리맨 등 괴로움의 뒤에 있는 사람들의 버팀목이 되어 왔다. 사카이 이즈미씨가 음악계에 남긴 커다란 업적을 뒤돌아보며 노래에 담긴 메시지와 그녀가 산 시대를 살펴보는 내용이었다.
2007년 6월 27일에는 추도식이 토쿄 미나토구 아오야마에서 열려 가수와 팬 등 4만 100명이 헌화하고 이별을 안타까워 했다. 20만 송이의 꽃이 준비되었다. 시작 전부터 약 5천명이 줄을 서 건물 안까지 들어가는 데 1시간 이상 걸렸다. 주최측은 추도식 접수를 오후 7시에서 9시 20분까지 연장했다. 마감 시간이 지나 여러 팬들이 히트곡 '負けないで'를 함께 불렀다. 사카이 이즈미의 추도식에 참가한 팬들의 숫자는 52세로 타계한 일본의 국민가수 미소라 히바리 때의 5만2천명의 추도객에 이어 두 번째로 많은 숫자이다.
2007년 8월 15일에는 ZARD가 직접 선곡했던 곡을 모아 'love and power' (발매시 Soffio di vento ～ Best of IZUMI SAKAI Selection ～ 로 바뀜)가 또 ZARD 제작팀이 선곡한 곡을 다른 한장의 추도 음반이 발표되었다.(Brezza di mare ～ dedicated to IZUMI SAKAI ～) 가을에는 팬들이 선곡한 추도 음반이 발매되었다.(ZARD Request Best ～beautiful memory～)
사망 이후에도 1개월이라는 짧은 시간에 100만장 이상의 음반이 팔려 두터운 팬층을 다시 한번 확인했다.

## 멤버
- 멤버
  - 보컬(Vocals) : 사카이 이즈미(坂井泉水, 1967년 2월 6일 - 2007년 5월 27일)
- 이전 멤버 (정식 탈퇴는 아님)
  - 기타(Guitar) : 마치다 후미토(町田文人)
  - 베이스(Bass) : 호시 히로야스(星弘泰)
  - 드럼(Drums) : 미치쿠라 고스케(道倉康介)
  - 키보드(Keyboards) : 이케자와 기미타카(池澤公隆)

## 음반 목록

### 책
| 제목(원어)                                                | 내용                         | 출시일           |
| --------------------------------------------------------- | ---------------------------- | ---------------- |
| 《ZARD BLEND~SUN & STONE~》                               | Official Band Score          | 1999년 2월 17일  |
| 《永遠》                                                  | Official Band Score          | 1999년 2월 17일  |
| 《ZARD BEST The Single Collection》                       | Official Piano & Vocal Score | 1999년 5월 28일  |
| 《ZARD BEST ~Request Memorial》                           | Official Piano & Vocal Score | 1999년 9월 15일  |
| 《坂井泉水ポエトリーセレクション第1弾「揺れる想い」》     | a collection of poems        | 2000년 2월 6일   |
| 《坂井泉水ポエトリーセレクション第2弾「負けないで」》     | a collection of poems        | 2000년 6월 19일  |
| 《坂井泉水のポエトリーセレクション第3弾「マイフレンド」》 | a collection of poems        | 2000년 9월 6일   |
| 《坂井泉水のポエトリーセレクション第4弾「promised you」》 | a collection of poems        | 2000년 12월 12일 |
| 《 時間の翼》                                             | Official Piano & Vocal Score | 2001년 2월 15일  |
| 《10 ~decimo~》                                           | 10th Anniversary Book        | 2001년 11월 21일 |
| 《Le Portfolio》                                          | 15th Anniversary Book        | 2006년 10월 25일 |
| 《オフィシャルブック 「きっと忘れない」》                 | ったオフィシャル・ブック。   | 2007년 8월 15일  |

## 같이 보기
- Being (음반제작회사)
- SARD UNDERGROUND